# Bulgaria al Junior Eurovision Song Contest
La Bulgaria ha partecipato 8 volte sin dal suo debutto nel 2007. La rete che ha curato le varie partecipazioni è la Bulgarian National Television, si è ritirata dalla competizione nel 2009 per gli scarsi risultati conseguiti, poi ritornare nel 2011. Un ulteriore ritiro è stato fatto nel 2012 per ritornare nel 2014 piazzandosi al secondo posto, massima posizione mai raggiunta nella manifestazione. Si ritira di nuovo nel 2017, per poi tornare dopo quattro anni nell'edizione 2021.

## Partecipazioni
- Primo posto
- Secondo posto
- Terzo posto
- Ultimo posto

| Anno                                    | Artista                            | Canzone                    | Lingua           | Posizione | Posizione |
| Anno                                    | Artista                            | Canzone                    | Lingua           | Finale    | Punti     |
| --------------------------------------- | ---------------------------------- | -------------------------- | ---------------- | --------- | --------- |
| 2007                                    | Bon Bon                            | Bonbonlandija              | Bulgaro          | 7º        | 86        |
| 2008                                    | Krastjana Krasteva                 | Edna mečta                 | Bulgaro          | 15º       | 15        |
| Nessuna partecipazione dal 2009 al 2010 |                                    |                            |                  |           |           |
| 2011                                    | Ivan Ivanov                        | Superhero                  | Bulgaro          | 8º        | 60        |
| Nessuna partecipazione dal 2012 al 2013 |                                    |                            |                  |           |           |
| 2014                                    | Krisija, Hasan & Ibrahim           | Planet of the Children     | Bulgaro          | 2º        | 147       |
| 2015                                    | Gabriela Jordanova & Ivan Stojanov | Cvetăt na nadeždata        | Bulgaro          | 9º        | 62        |
| 2016                                    | Lidia Ganeva                       | Magical Day (Vălšeben den) | Bulgaro, inglese | 9º        | 161       |
| Nessuna partecipazione dal 2017 al 2020 |                                    |                            |                  |           |           |
| 2021                                    | Denislava & Martin                 | Voice of Love              | Bulgaro, inglese | 16º       | 77        |
| Nessuna partecipazione dal 2022 al 2025 |                                    |                            |                  |           |           |

## Storia delle votazioni
Al 2016, le votazioni della Bulgaria sono state le seguenti: 
Punti dati
| Posizione | Stato       | Punti |
| --------- | ----------- | ----- |
| 1         | Armenia     | 62    |
| 2         | Russia      | 45    |
| 3         | Bielorussia | 42    |
| 4         | Malta       | 38    |
| 5         | Georgia     | 37    |

Punti ricevuti
| Posizione | Stato              | Punti |
| --------- | ------------------ | ----- |
| 1         | Macedonia del Nord | 41    |
| 2         | Paesi Bassi        | 38    |
| 3         | Malta              | 31    |
| 4         | Italia             | 28    |
| 5         | Armenia Georgia    | 27    |

## Organizzazione dell'evento
| Anno | Città | Luogo        | Conduttori  |
| ---- | ----- | ------------ | ----------- |
| 2015 | Sofia | Arena Armeec | Poli Genova |